# La chica de Via Condotti
La chica de Via Condotti (La ragazza di via condotti; Meurtres à Rome) es una película de Germán Lorente, 1973.

## Reparto
- Frederick Stafford (Sandro)
- Femi Benussi (Laura)
- Claude Jade (Tiffany)
- Alberto de Mendoza (Russo)
- Michel Constantin (Palma)
- Simón Andreu (Mario)
- Manuel de Blas (Franco Bertoni)
- Patty Shepard (Simone)
- Dada Gallotti (Gina Necioni)
- Pupo de Luca (Taxista)
- Giuseppe Castellano (Broccole)

## Sinopsis básica
Sandro (Frederick Stafford), detective privado en Roma, está casado con una alcohólica, Simone (Patty Shepard). Ella tiene constantemente relaciones sexuales con otros hombres. Sandro es, por tanto, a menudo con Tiffany (Claude Jade), una joven americana que vive en Roma. 
Sandro encuentra a su esposa estrangulada. Al pie de la cama hay una fotografía en la que se ve, entre otras cosas, a una mujer. Piensa que esta fotografía tiene algo que ver con el asesinato y eso lo lleva a pedir la ayuda de Tiffany, que posee un laboratorio fotográfico, para que amplíe la fotografía. Descubren que la mujer de la fotografía se llama Laura (Femi Benussi), la misma que Sandro y Tiffany encontrarán en un night-club...
El elenco está lleno de talentosos actores, pero pocos de ellos se utilizan para el máximo de sus posibilidades. La reina del horror Patty Shepard es siempre una buena presencia, pero no se le da mucha oportunidad de brillar ya que su personaje es asesinado antes de que hayan transcurrido dos minutos del metraje. Michel Constantin poco tiene que hacer como inspector de policía, mientras que la actriz francesa Claude Jade se ve relegada a la ingrata función de comparsa porque su personaje vive un amor no correspondido (Tiffany es, básicamente aunque interesa mucho menos, un papel parecido al que interpretaba Barbara Bel Geddes en Vértigo de Alfred Hitchcock).